# 红嘴巨鸥
又名红嘴巨鸥，为鸥科巨鸥属的鸟类。该物种的模式产地在里海，在世界范围内广泛分布。

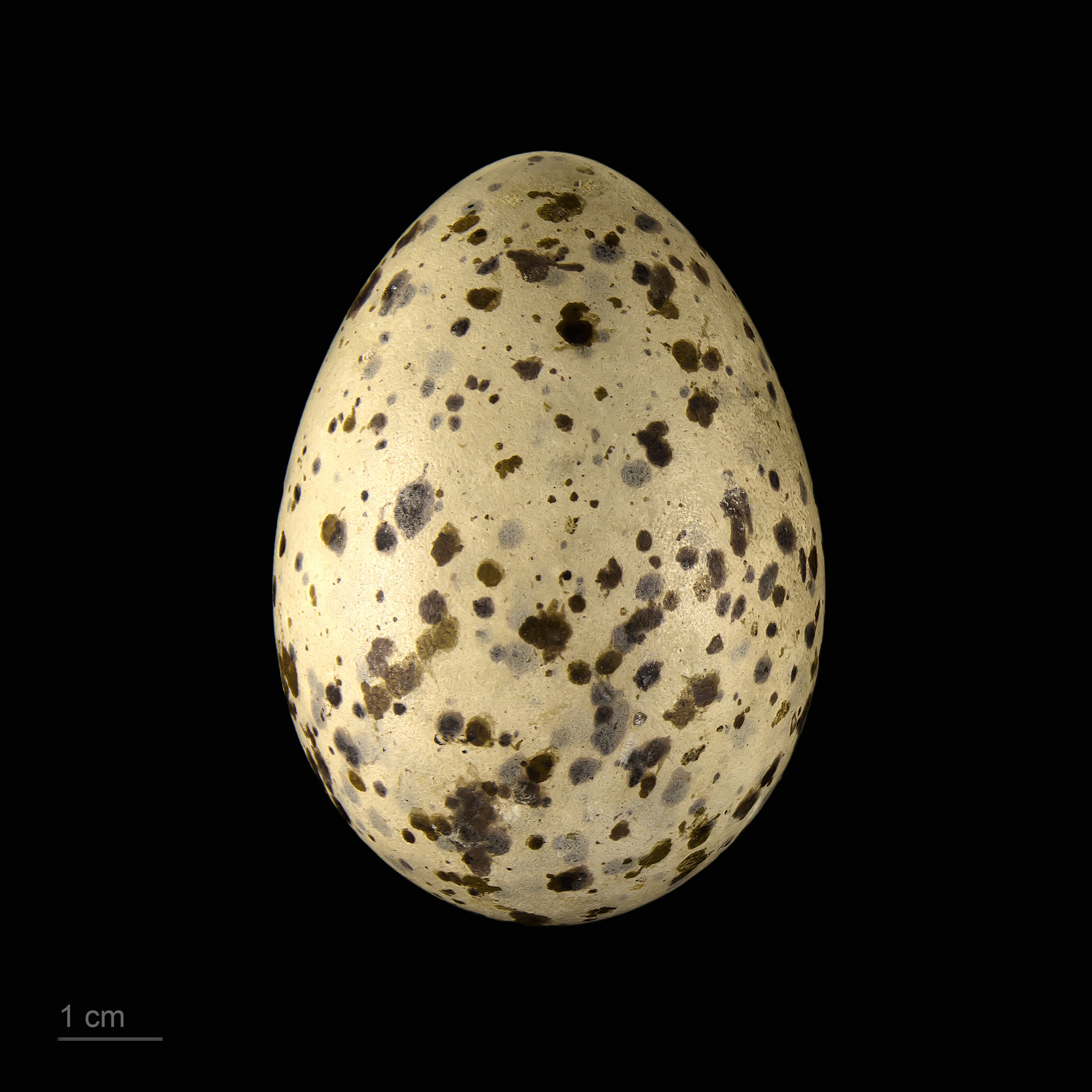
卵 Hydroprogne caspia

2022年，为与其分类地位相符，“中国鸟类名录”10.0版将红嘴巨鸥的中文名修改为红嘴巨燕鸥。

## 特征
红嘴巨燕鸥体重约655克，翼长约410.7毫米，嘴峰长约78.7毫米，喙宽度约10.4毫米，喙厚度约19.2毫米，跗蹠长约42.6毫米，尾长约148.7毫米。红嘴巨燕鸥是候鸟，其栖息在开放的湖泊、沼泽等湿地环境中，食性为肉食性，主要食物来源是水生动物。